# Heinzlgrün
Heinzlgrün ist ein Ortsteil der Stadt Waldmünchen im Landkreis Cham des Regierungsbezirks Oberpfalz im Freistaat Bayern.

## Geografie
Heinzlgrün liegt 2 Kilometer südöstlich von Waldmünchen und 2 Kilometer südwestlich der tschechischen Grenze.
Eine Gebirgsstraße verbindet Waldmünchen mit Furth im Wald. Sie führt mitten durch das Gebirge und erreicht bei dem Pass zwischen dem 902 Meter hohen Reiseck im Norden und dem 828 Meter hohen Dachsriegel im Süden eine Höhe von 800 Metern. Zwischen Ulrichsgrün und Unterhütte verläuft auf der Nordostseite dieser Straße eine kleine Parallelstraße noch weiter oben am Hang. Heinzlgrün besteht aus mehreren Gehöften, die über eine Strecke von 2 Kilometern nördlich dieser kleinen Parallelstraße unzusammenhängend verteilt sind. Außer Heinzlgrün befinden sich an dieser kleinen Straße auch die Gemeindeteile Lenkenhütte und Posthof und einzelne Gehöfte, die zu Ulrichsgrün gehören. Das Waldgebiet östlich von Ulrichsgrün heißt Vorderes Heinzlgrün dass Waldgebiet nördlich von Posthof heißt Hinteres Heinzlgrün.

## Geschichte
Heinzlgrün (auch: Hainzlgrien, Hainzlgrün, Heinrichs Grün, Heinrichs Grünerweeg, Heinzelgrün, Hainzengrün) gehört zu den alten Ansiedelungen der Rodungszeit, gekennzeichnet durch die Endung des Ortsnamens -grün. Die Ortsnamenforschung kennzeichnet die auf -grün endenden Ortsnamen ebenso wie die auf -ried endenden als Ortsnamen der Rodungszeit im 13. und 14. Jahrhundert. Im Herzogsurbar von 1301 gab es noch viele auf -grün endende Ortsnamen, die dann in der Folgezeit öd fielen und abgegangen sind.
In der Amtsbeschreibung von 1550 wurde Heinzlgrün als Berg und Waldgebiet zwischen Kramberg und Ulrichsgrün beschrieben. 1580 wurde Heinzlgrün als öde erwähnt. Um 1600 befand sich eine Glashütte in der Flur Heinzlgrün. Sie gehörte zu Herzogau. Ihre Besitzer waren Gebhard Ruhland und seine Erben, ab 1622 Hannß Erhardt Pock. Nach 1622 wurde sie wegen Holzmangels in die Waldung Ochsenweid verlegt. 1760 gab es in Heinzlgrün wieder eine Voithenbergische Glashütte. Sie gehörte zu dieser Zeit zu Böhmen. 1772 und 1808 wurde Heinzlgrün aufgegeben, dann aber immer wieder besiedelt. Die Einöde Frankenschleif war mit Heinzlgrün verbunden. Heinzlgrün gehörte ab dem 19. Jahrhundert zur Gemeinde und zur Pfarrei Waldmünchen. 1997 hatte Heinzlgrün 20 Katholiken.

## Einwohnerentwicklung ab 1864
| Jahr | Einwohner | Gebäude |
| ---- | --------- | ------- |
| 1861 | 6         | k. A.   |
| 1871 | 10        | 5       |
| 1885 | 18        | 2       |
| 1900 | 14        | 2       |
| 1913 | 20        | 1       |
| 1925 | 17        | 2       |

| Jahr | Einwohner | Gebäude |
| ---- | --------- | ------- |
| 1950 | 45        | 5       |
| 1961 | 41        | 6       |
| 1970 | 31        | k. A.   |
| 1987 | 19        | 6       |
| 2011 | 18        | k. A.   |